# گاجو مونتانو
گاجو مونتانو (به ایتالیایی: Gaggio Montano) یک کومونه در ایتالیا است که در استان بولونیا واقع شده‌است.

## خصوصیات
گاجو مونتانو ۵۸٫۷ کیلومترمربع مساحت و ۵٬۱۰۰ نفر جمعیت دارد و ۶۸۲ متر بالاتر از سطح دریا واقع شده‌است.